# Географія Кременчука
Геогра́фія Кременчука́ — частина регіональної географії, яка вивчає природне середовище і територіальну організацію суспільства у межах міста Кременчука.

## Розташування
Місто розташоване в зоні помірного континентального клімату в межах Придніпровської низовини і середньої течії Дніпра на лівому та правому її берегах, у центральній частині України на відстані 115 км від обласного центру Полтави (автошлях E584), 290 км від столиці України Києва і 180 км від географічного центру України — Мар'янівки. Територія становить 9600 га.

## Фізична географія

### Рельєф
Місцевість являє собою горбкувату рівнину, розділену Дніпром на дві частини: лівобережну низинну і правобережну піднесену, з ярово-балковою рельєфною системою.
Лівобережна частина міста знаходиться в роздлубаних болотами і озерами річищах Дніпра і його притоки — Сухого Кагамлика. Тільки на північному сході підіймається невеликий пагорб — Піщана гора, що складена з пісків другої бортової тераси Дніпра.
Правобережна частина, Крюків, розташована на півострові, утвореному річищем Домахою, куди впадали річки Крюків і Гнила, а з іншої — широкою затокою річки Семова. Долини цих сильно заболочених річок були природними межами у яких розвивався Крюків. За декілька кілометрів від Дніпра здіймається Деївська гора, невелика система пагорбів, урочищ і ярів. Тут знаходиться найвища точка Полтавської області. Це курган, на якому встановлено пам'ятник солдатам, які загинули в перші дні оборони міста від німців у Другій Світовій. Його висота — 204 м над рівнем моря. У той час як висота нижніх частин міста приблизно 40 м.

### Геологія
У геоструктурному відношенні верхня частина Кам'янського водосховища, в межах якої знаходяться право- та лівобережна частини Кременчука, розміщена на стику двох геологічних структур — Українського кристалічного масиву та Дніпровсько-Донецької западини. У геологічній будові беруть участь породи пізнього докембрію протерозойського віку Українського кристалічного масиву, на еродованій поверхні яких залягають товща відкладень палеогенової та четвертинної системи.
Кристалічні породи пізнього докембрію представлені гранітами, граніто-гнейсами та гнейсами, їхня верхня зона (30-50 м) місцями тріщинувата. Одним з найвищих залягань гранітів спостерігається у прибережній частині міста біля Річкового вокзалу, де виходить на поверхню (Скеля — гранітний реєстр), де їхні абсолютні позначки досягають 64-65 м і вздовж південної частини правобережжя (Крюків), де вони утворюють рогоподібне підняття та куполоподібні підняття, що досягають 63-70 абсолютної висоти.

#### Корисні копалини
Залягання корисних копалин визначаються особливістю геологічної будови території міста. У місті Кременчуці представлені корисні копалини місцевого значення — граніти та пісок алювіального відкладень та загальнодержавного значення — джерела мінеральних вод тріщинуватої зони архейських гранітів.
Поряд з містом паралельно течії річки Псел розташований Кременчуцький залізорудний район, який простягається вузькою смугою (шириною 0,5 — 3,8 км) від берегів Дніпра на 45 км у північному напрямку.
На території міста діють декілька кар'єрів з видобутку міцних будівельних матеріалів (буто-щебеневої сировини) — гранітів, мігматитів, гранітогнейсів, гранодіоритів (Крюківський гранітний карт'єр, Підприємство Кварц). Також працюють Малокохнівський та Кременчуцький піщані кар'єри на яких видобувають лесоподібні суглинки й піски.

### Гідрологія
Основною водною артерією Кременчука є Дніпро, а саме частина, перетворена на Кам'янське водосховище. Також через місто протікають річки: Сухий Омельник, Сухий Кагамлик, Крива Руда. Усі водотоки на території міста зарегульовані.
Кам'янське водосховище розділяє місто на лівобережні (власне Кременчук) та правобережну (Крюків). Зі створенням Кам'янського водосховища рівень Дніпра у районі Кременчука піднявся.
У місті знаходяться кілька озер. Більшість з них штучного походження.
- Скеля (озеро), біля колишніх артскладів, це затоплені каменоломні XIX ст
- Озеро Гарячка біля заводу Кредмаш, колишній ставок царських садів
- Штучне озеро у Студентському парку із острівцем посередині
- Затоплений кар'єр на Занасипу

## Природа
Кременчук та його околиці займають унікальну в природному відношенні ділянку Придніпров'я. На лівому та правому берегах Дніпра — забудови Кременчука, а поміж ними, в долині річки, збереглися до нашого часу типові та рідкісні напівприродні різноманітні екосистеми — Кременчуцькі плавні та різні за площею острови з лісовими, лучними та водно-болотними угіддями.
Зелені масиви міста представлені у вигляді парків і скверів (понад 15), розташованих в різних частинах міста, різновікових соснових насаджень у північно-східній частині околиць, прилеглих до міста островів, а також вуличних та внутрішньоквартальних насаджень
На території міста знаходяться п'ять об'єктів природно-заповідного фонду, у тому числі один загальнодержавного значення (заказник «Білецьківські плавні», що входить до регіонального ландшафтного парку «Кременчуцькі плавні») та чотири — місцевого (острів Стрілечий-2, Балка Широка, острів Стрілечий-4, Скеля — гранітний реєстр).

## Клімат

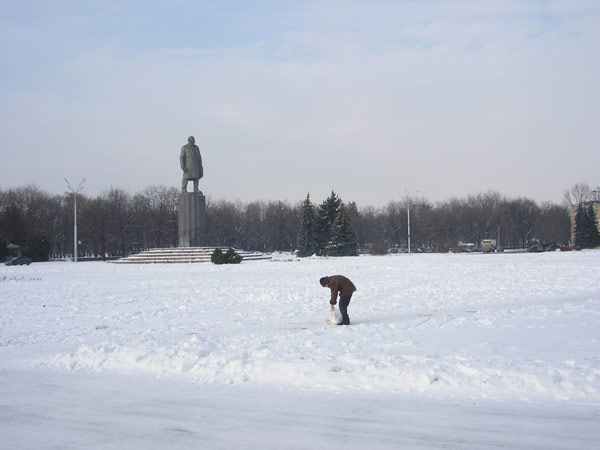
Площа Перемоги

Клімат — помірно-континентальний. Зима м'яка з переважно похмурою погодою і частими відлигами. Морози звичайно невеликі. Абсолютний мінімум — в січні −35 °C. Тривалість безморозного періоду в регіоні в різні роки сильно змінюється і коливається від 155 до 183 днів. Літо тепле, в окремі роки спекотне та посушливе. Дні з мінливою хмарністю та слабким вітром; ночі ясні та прохолодні. Абсолютний максимум температури зареєстрований в липні-серпні +37 °C. Середньорічна температура +8-12°С.
Вітри на території міста, як і регіону в цілому, не відзначаються постійністю характеристик. Але спостереження свідчать про певну закономірність в їх характері та поширенні. Більшу частину року, з жовтня до квітня, переважають вітри східного та південно-східного напрямків, у теплий період року, з травня по серпень західного напрямків. Середня швидкість вітру за рік 4-5 м/сек. Взимку і в перехідні сезони бувають вітри з підвищеними швидкостями 6-10 м/сек. Найбільші швидкості вітру можливі раз за 20 років — 28-29 м/с, за рік — 20-22 м/с. Штилі бувають частіше влітку, ніж взимку.
При низькій вологості та сильному вітрі може виникнути таке явище як пилові бурі, які частіше бувають в період з березня по вересень.
Опади випадають у вигляді короткочасних злив, нерідко з грозами і вітрами. Середньорічна кількість атмосферних опадів на території міста становить 565 мм з коливанням по роках від 320 до 720 мм. Основна їх кількість (близько 70 %) припадає на період з квітня по жовтень. Особливістю літніх гроз у Кременчуці є те, що при переході з одного берега Дніпра на інший, вони слабшають. Тому на лівому березі може бути сильна злива, а на правому — сухо, хоча відстань між цими частинами міста не перевищує кілометра. Відносна вологість повітря досягає найбільшої величини в зимові місяці — 87 %, найменшої в літні — 48 %, середньорічна — 65 %.
Створення Кременчуцького та Кам'янського водосховищ вплинуло на клімат міста та прилеглого регіону: збільшилась зволоженість; відсутні постійний сніговий та льодовий покрови, взимку переважають опади у вигляді дощу зі снігом та мокрим снігом.
| Клімат Кременчука            | Клімат Кременчука | Клімат Кременчука | Клімат Кременчука | Клімат Кременчука | Клімат Кременчука | Клімат Кременчука | Клімат Кременчука | Клімат Кременчука | Клімат Кременчука | Клімат Кременчука | Клімат Кременчука | Клімат Кременчука | Клімат Кременчука |
| Показник                     | Січ.              | Лют.              | Бер.              | Квіт.             | Трав.             | Черв.             | Лип.              | Серп.             | Вер.              | Жовт.             | Лист.             | Груд.             | Рік               |
| Абсолютний максимум, °C      | 11,1              | 17,3              | 22,4              | 29,1              | 33,6              | 35,0              | 39,4              | 39,9              | 33,8              | 29,4              | 23,2              | 14,7              | 39,9              |
| Середня температура, °C      | −4,3              | −3,3              | 1,3               | 8,9               | 15,1              | 18,3              | 19,5              | 18,9              | 13,8              | 7,9               | 1,8               | −2                | 8,0               |
| Абсолютний мінімум, °C       | −31,1             | −32,2             | −24,9             | −10,4             | −2,4              | 2,4               | 5,8               | 3,3               | −2,9              | −17,8             | −21,9             | −30               | −32,2             |
| Норма опадів, мм             | 42                | 33                | 29                | 39                | 51                | 68                | 63                | 53                | 42                | 38                | 33                | 37                | 528               |
| ---------------------------- | ----------------- | ----------------- | ----------------- | ----------------- | ----------------- | ----------------- | ----------------- | ----------------- | ----------------- | ----------------- | ----------------- | ----------------- | ----------------- |
| Джерело: температура повітря |                   |                   |                   |                   |                   |                   |                   |                   |                   |                   |                   |                   |                   |

## Екологія
Місто Кременчук з його промисловістю є центром урбанізації регіону, проявляє значний вплив на довкілля за рахунок викидів забруднюючих речовин. На обліку у відділенні комунальної гігієни перебувають близько 100 підприємств, які здійснюють викиди шкідливих речовин в атмосферне повітря. Близько 95 % викидів підприємств припадає на 9 з них: АТ «Укртатнафта», ВАТ «Кременчуцький завод технічного вуглецю», Кременчуцька ТЕЦ, ВАТ «Кременчуцький колісний завод», ХК «АвтоКрАЗ», ВАТ «Сталеливарний завод», концерн «Крюківський вагонобудівний завод», ВАТ «Кредмаш».
Валовий обсяг викидів забруднюючих речовин в атмосферне повітря у м. Кременчуці є найбільшим серед населених пунктів Полтавської області (97 % усіх промислових та побутових відходів області приходяться на Кременчук). Щільність викидів забруднюючих речовин у рахунку на квадратний кілометр території міста у 2006 році становить — майже 320 т/км².
Оцінка стану атмосферного повітря проводиться цілодобово на чотирьох стаціонарних постах спостереження у місті Кременчуці. Спостереження ведеться за концентраціями основних, характерних для підприємств міста забруднюючих речовин.
За даними спостережень стан забруднення поверхневих водних об'єктів оцінюється як помірний для Кам'янського водосховища (сезонне перевищення ГДК за 2—3 компонентами), за виключенням літнього періоду з несприятливими метеорологічними умовами, та значний для всіх малих річок міста. В забруднення останніх основний внесок роблять скиди неочищених дощових вод з території міста. Також значну роль відіграє відсутність процесів самоочищення з причини порушення природного гідрологічного режиму. Скид стічних вод здійснюється через локальні очисні споруди. Загальний скид стічних вод у місті знаходиться в межах 42—47 млн м3 на рік.
26 лютого 2006 року була затверджена міською радою програма впровадження роздільного збору та сортування твердих побутових відходів на території міста Кременчука. У 2008–2009 роках придбало 880 депо-контейнерів для роздільного збору ТПВ ємкістю 3,2 м³ та автомобілі для їх обслуговування. З наявних контейнерів, використовується половина через брак обслуговуючих автомобілів.
У Кременчуцькій міській раді є плани по будівництву заводу з механіко-біологічної переробки сміття, що є другим етапом програми впровадження роздільного збору та сортування побутових відходів. У рамках робіт у цьому напрямі 24 вересня 2009 року було відкрито установку з видобутку газу на міському звалищі на Деївській горі. Далі планується створити українсько-німецького підприємства «Альтернативні енергосистеми і технології захисту довкілля», що буде займатись видобутком на Деївському звалищі біогазу, який потім буде перероблятися в електроенергію для продажу.